# Morfin-N-oxid
Morfin-N-oxid, även kallat genomorfin, summaformel C17H19NO4, är ett narkotikaklassat morfinderivat. I jämförelse med morfin har morfin-N-oxid en mindre smärtstillande verkan, men är effektivt hostdämpande och har längre toxicitet. Substansen är inte längre särskilt vanlig i användning som läkemedel.
Substansen är narkotikaklassad och ingår i förteckningen N I i 1961 års allmänna narkotikakonvention, samt i förteckning II i Sverige.